# 皮爾科馬爾卡區
9°57′42″S 76°14′49″W / 9.96167°S 76.24694°W
皮爾科馬爾卡區（西班牙語：Distrito de Pillco Marca），是秘魯的一個區，位於該國中部瓦努科大區的瓦努科省，始建於2000年5月5日，面積68.7平方公里，海拔高度1,930米，2005年人口21,017，人口密度每平方公里310人。